# Idaea brunnearia
Idaea brunnearia là một loài bướm đêm trong họ Geometridae.